# Okręty podwodne typu Agosta
Okręty podwodne typu Agosta – okręty podwodne konstrukcji francuskiej, zaprojektowane przez Jeana Touffaita jako oceaniczne okręty wyspecjalizowane w zwalczaniu okrętów podwodnych (SSK). Cztery okręty tego typu podjęły służbę we francuskiej marynarce wojennej, jednakże jednostki typu Agosta odniosły również sukces eksportowy. Ich nabywcami zostały bowiem także Hiszpania oraz Pakistan. Jednostki dla francuskiej Marine nationale zostały zwodowane w latach 1974–1976 w stoczni Arsenal de Cherbourg, dwa okręty dla Pakistanu zwodowano w latach 1977–1978 w Anciens Chantiers Dubigeon w Nantes oraz cztery jednostki dla Hiszpanii w Sociedad Española de Construcion Naval w latach 1981–1984. Z uwagi na nałożone przez ONZ embargo na dostawy broni do Republiki Południowej Afryki, dwie zamówione przez ten kraj jednostki nie zostały dostarczone do RPA, i zostały w konsekwencji zakupione przez Pakistan. Jednostki francuskie zostały wyprowadzone ze służby operacyjnej w latach 1997–2001, pozostają jednak w rezerwie. „Ouessant” został w 2003 roku reaktywowany jako okręt szkoleniowy dla Królewskiej Marynarki Wojennej Malezji w celu szkolenia załóg dla zamówionych okrętów typu Scorpène. Okręty pakistańskie w latach 1984–1985 zostały zmodyfikowane w celu umożliwienia odpalania pocisków przeciwokrętowych Sub Harpoon i do dziś pozostają w służbie. Jednostki hiszpańskie zostały zmodernizowane w zakresie układu kontroli ognia i wyposażenia sonarowego, także pełniąc do dziś służbę.